# Coppa di Francia 1996 (ciclismo)
La Coppa di Francia di ciclismo 1996, quinta edizione della competizione, si svolse dal 22 febbraio al 3 ottobre 1996, in 16 eventi tutti facenti parte del circuito UCI. Fu vinta dal francese Stéphane Heulot della GAN, mentre il miglior team fu GAN.

## Calendario
| Corsa | Data         | Evento                                  | Vincitore           | Squadra         |
| ----- | ------------ | --------------------------------------- | ------------------- | --------------- |
| 1     | 22 febbraio  | Classic Haribo (1996)                   | Laurent Jalabert    | Once            |
| 2     | 24 febbraio  | Tour du Haut-Var (1996)                 | Bruno Boscardin     | Festina         |
| 3     | 24 marzo     | Cholet-Pays de Loire (1996)             | Stéphane Heulot     | GAN             |
| 4     | 5 aprile     | Route Adélie (1996)                     | Marc Bouillon       | Cedico          |
| 5     | 7 aprile     | Grand Prix de la Ville de Rennes (1996) | Nicolas Jalabert    | Mutuelle        |
| 6     | 9 aprile     | Parigi-Camembert (1996)                 | Adriano Baffi       | Mapei           |
| 7     | 20 aprile    | À travers le Morbihan (1996)            | Johan Capiot        | Collstrop       |
| 8     | 23 aprile    | La Côte Picarde (1996)                  | Philippe Gaumont    | GAN             |
| 9     | 25 aprile    | Grand Prix de Denain (1996)             | Ján Svorada         | Panaria         |
| 10    | 28 aprile    | Tour de Vendée (1996)                   | Laurent Desbiens    | GAN             |
| 11    | 5 maggio     | Trophée des Grimpeurs (1996)            | Stéphane Heulot     | GAN             |
| 12    | 1º giugno    | Classique des Alpes (1996)              | Laurent Jalabert    | Once            |
| 13    | 1º settembre | Grand Prix de Ouest-France (1996)       | Frank Vandenbroucke | Mapei           |
| 14    | 15 settembre | Grand Prix de Fourmies (1996)           | Michele Bartoli     | MG Maglificio   |
| 15    | 22 settembre | Grand Prix d'Isbergues (1996)           | Mario Aerts         | Vlaanderen 2002 |
| 16    | 3 ottobre    | Parigi-Bourges (1996)                   | Tristan Hoffman     | TVM             |